# Ceriagrion malaisei
Ceriagrion malaisei är en trollsländeart som beskrevs av Schmidt 1964. Ceriagrion malaisei ingår i släktet Ceriagrion och familjen dammflicksländor. IUCN kategoriserar arten globalt som livskraftig. Inga underarter finns listade i Catalogue of Life.